# 法絲亞·福阿德
法絲亞·福阿德（羅馬化：Fawzia Fuad；1921年11月5日—2013年7月2日），埃及王國公主，1941年—1948年為伊朗王后，是沙阿穆罕默德·礼萨·巴列维的首任妻子。她还是埃及最後一位國王福阿德二世的姑母。

## 早年生活
法絲亞公主在亚历山大港的皇宮出生時稱號為「Her Sultanic Highness Princess Fawzia bint Fuad」，當時埃及仍是蘇丹制王國而她是蘇丹福特一世（後來國王）和他第二任妻子娜茲妮的長女及第二名孩子。公主的母系曾祖父Major-General Muhammad Sharif Pasha曾是埃及的首相作外長並有土耳其血統；她其中一位祖先來自法國，是拿破仑一世的士兵並改信伊斯蘭教。法絲亞的兄長是法鲁克一世，並有三名妹妹：法伊莎（Faiza）、法伊卡（Faika）及法蒂亞（Fathia）。公主在瑞士接受教育並說流利的阿拉伯語（其母語）、法語及英語。
法絲亞公主當時是世界上著名的美人，其容貌經常被人和好萊塢女明星海蒂·拉玛及费雯·丽比較。

## 婚姻及子女

### 首段婚姻
伊朗沙王礼萨汗為了鞏固新興王朝的勢力而決定為自己的皇儲穆罕默德-礼萨·巴列维物色一位同樣是穆斯林的皇室成員作妻子。最後他和埃及國王法鲁克一世同意皇儲和法鲁克國王的妹妹，法絲亞公主的婚姻。法絲亞和穆罕默德-礼萨·巴列维在1938年5月訂婚，但雙方在婚禮前只見面一次。1939年3月15日，他們先在埃及開羅的皇宮舉行婚禮並再在伊朗德黑蘭的皇宮再舉行另一埸婚禮。兩人婚後定居於德黑蘭。法絲亞公主也在婚禮後獲得伊朗國籍。
婚後兩年，礼萨汗在政變後被流放而穆罕默德-礼萨·巴列维則繼承其王位，成為伊朗沙王。法絲亞也成為伊朗王后並在1942年9月21日出現在美國知名雜誌生活的封面上，攝影師是英國著名攝影家Cecil Beaton。
她和穆罕默德-礼萨·巴列维沙王育有一名女兒：沙赫娜茲·巴列維公主（出生於1940年10月27日）。兩人的政治婚姻並不愉快。法絲亞自幼在埃及富裕的皇宮生活，難以適應在當時較落後的伊朗的生活。在伊朗，她受丈夫的不忠及疟疾所困亦患上抑鬱症。再者，她和太后和丈夫的姐妹相處十分不愉快。她最終在1945年5月搬回埃及開羅並在埃及申請離婚。
法絲亞的離婚要求被伊朗忽視了數年，但最終在1948年11月17日接受了她的要求。法絲亞亦重新使用她之前的「埃及公主」（Princess of Egypt）的頭銜。離婚的其中一個附帶條件是法絲亞和礼萨·巴列维的女兒沙赫娜茲要留在伊朗。

## 照片

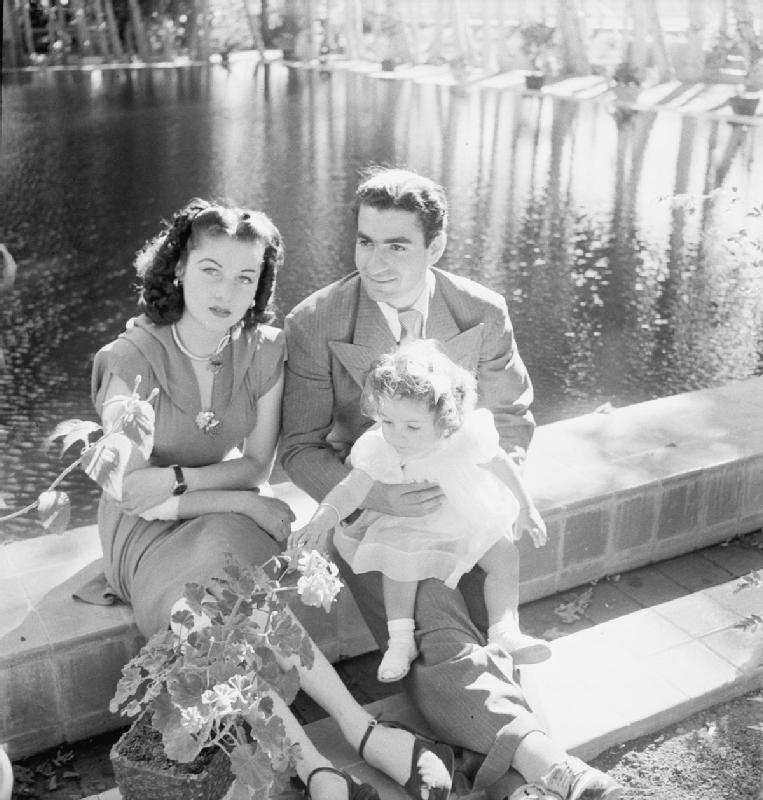
穆罕默德·礼萨·巴列维和法絲亞一家攝於德黑蘭
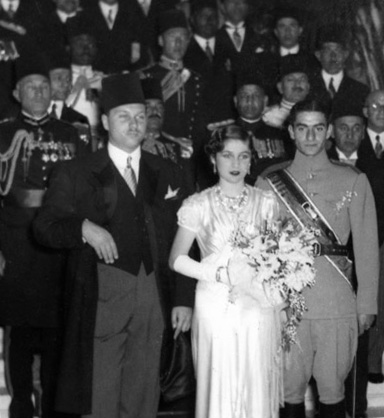
穆罕默德·礼萨·巴列维和法絲亞的婚禮
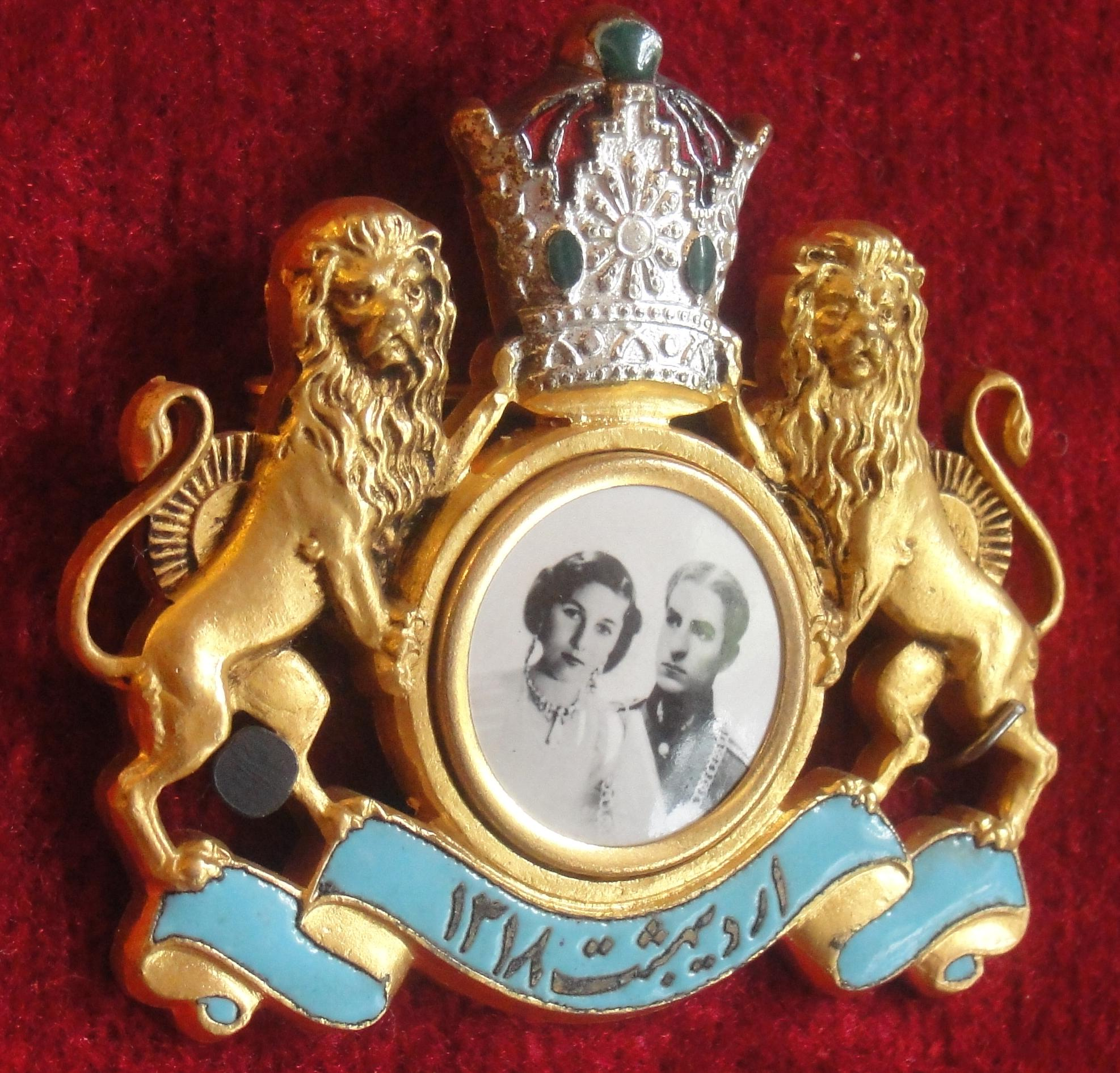
紀念牌